# Corydalis aurea
Corydalis aurea é uma planta herbácea anual que pertence à família Papaveraceae do género corydalis. É nativa da América do Norte. Suas flores são amarelas e têm cerca de 1 centímetro de diâmetro, seu troco pode ter até 40 centímetros e suas frutas têm um formato cilíndrico. O tubérculo é constituído por uma substância química chamada bulbocapnine alcalóide que é usado pelo bioquímico na preparação de alguns medicamentos.